# NGC 2139
NGC 2139 är en stavgalax i stjärnbilden Haren. Den upptäcktes år 1784 av William Herschel.